# Phoebis philea
Phoebis philea, auch Orange-Gebänderter Schwefelfalter, ist ein Schmetterling aus der Familie der Weißlinge (Pieridae) und die größte Art der Gattung Phoebis.

## Merkmale

### Falter
Die Flügelspannweite der Falter beträgt 70 bis 80 Millimeter. Sie sind einheitlich gelb gefärbt mit einem orangen Fleck auf dem Vorderflügel. Bei den Männchen sind die Flügel etwas schmaler, dagegen haben die Flügel der Weibchen eine eckigere Form und besitzen dunkelbraune Ränder und Tupfen auf dem Vorderflügel sowie leicht rötliche Ränder und eine Reihe rotbrauner, ovaler Flecken an den Hinterflügeln. Auf der Unterseite sind beide Geschlechter orangegelb gefärbt, wobei die Weibchen hier eine dunklere Färbung aufweisen und sie besitzen einen weißen Fleck auf der Mitte jedes Flügels, der dunkel umrandet ist. Die orangen Bänder auf der Oberseite der Vorderflügel reflektieren UV-Licht. Es gibt verschiedene farbliche Ausprägungen bei den Weibchen, manche ähneln eher den Männchen, andere sind cremefarben und ähneln Phoebis sennae oder Phoebis argante, wieder andere tendieren eher ins Weißliche, sind aber selten. Die Winterform hat eine leichte rosa Färbung und mehr Flecken auf der Flügeloberseite. Diese Weibchen ähneln ihrer Zeichnung nach eher den Männchen.

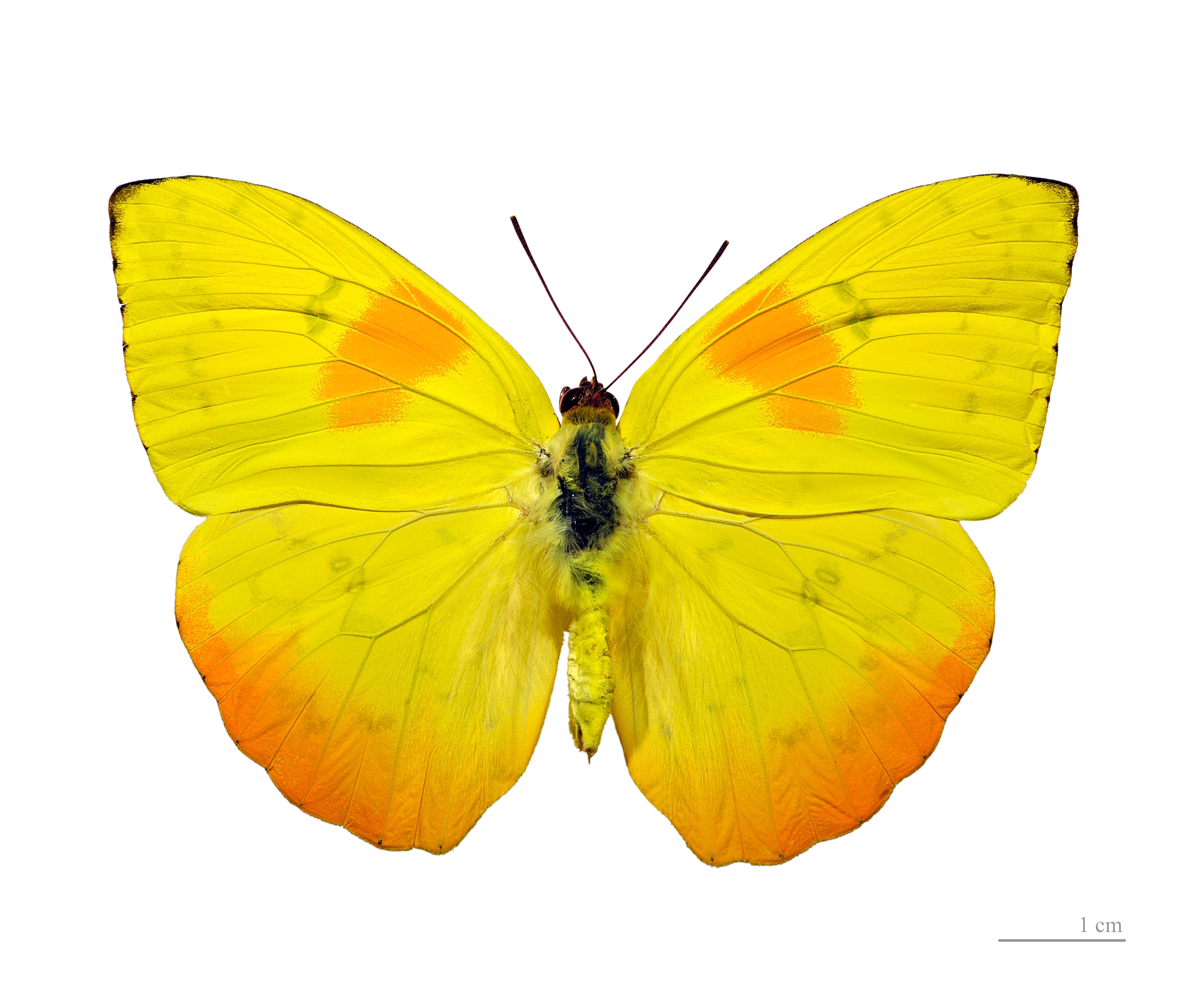
Phoebis philea, Oberseite
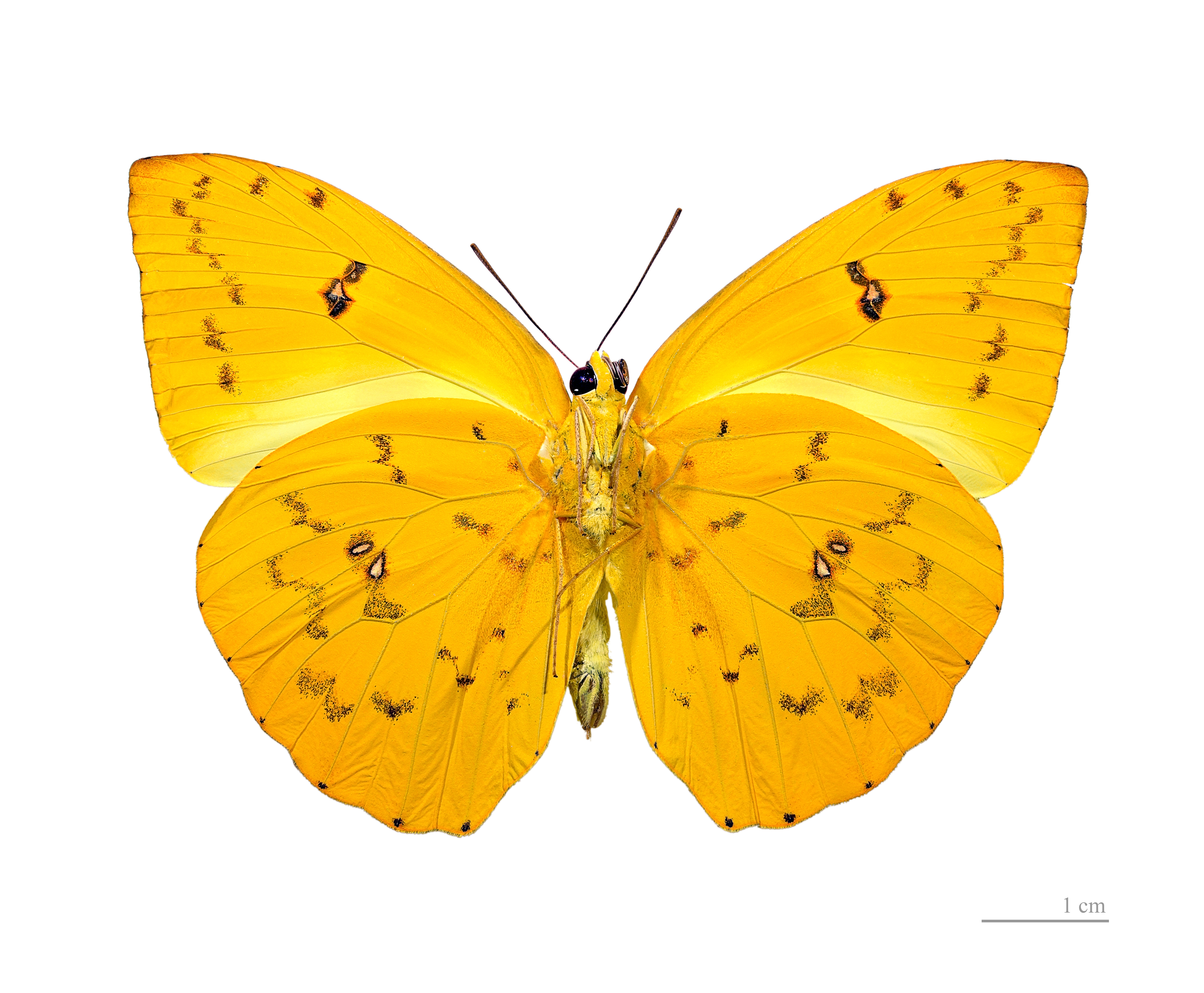
Phoebis philea, Unterseite

### Ei
Die Eier sind gelb.

### Raupe
Die Raupen sind blassgrün gefärbt und haben an jeder Seite einen sehr hellen breiten beige-gelben Streifen sowie unregelmäßige grünliche-schwarze Punkte und schwarze Querbänderungen auf dem Rücken. An den Seiten des Abdomens sind sie blau-schwarz. Manche Formen sind auch gelb mit schwarz gepunkteten grünen Flecken und einem beidseitigen dunkelgrünen sowie weißen Band. Es gibt auch Gelb-Grün-Variationen mit gelbem seitlichen Band und weiß umringten rot-schwarzen Punkten und einem rötlich-schwarzen Band, welches sich über dem gelben Band befindet. Der Kopf ist gelb mit vier schwarzen Punkten. Es wird angenommen, dass die Färbung von der Futterpflanze abhängt. Gelbe Raupen wurden hauptsächlich beim Fressen von Blüten von Röhren-Kassie (Cassia fistula) entdeckt und grüne eher im Laub. Dies ist allerdings noch nicht ausreichend erforscht. Während der Tagesstunden verstecken sie sich in Blättern, die sie wie ein Zelt zusammenziehen.

### Puppe
Die Puppe ist rosa oder hellgrau-grün bis blau-grün und im Bereich der Flügel hellgrün mit einer hervorgehobenen blassgrünen sowie gelben Seitenlinie. Im Bereich des Kopfes ist sie dunkelbraun. Die Farbe variiert aber auch hier je nach Futterpflanze.

### Ähnliche Art
Phoebis avellaneda unterscheidet sich in der rötlicheren Flügelfarbe.

## Verhalten und Lebensweise
In Südflorida fliegen die Falter das ganze Jahr hindurch, im südlichen Texas mindestens von August bis Dezember. Männliche Falter können oft beim Aufnehmen von Mineralien an Pfützen beobachtet werden. Hier kann es zu einer großen Anzahl an Individuen kommen, mehrere Dutzend sind nicht ungewöhnlich.
Weibchen sind seltener anzutreffen und werden so gut wie nur im Flug oder beim Aufnehmen von Nektar beobachtet. Hierfür fliegen sie Blüten von Wandelröschen (Lantana) und Springkräutern (Impatiens) an. Eine Balz gibt es nicht, die Weibchen werden von den Männchen im Flug abgefangen und zu Boden gedrückt, wo die Kopulation unmittelbar erfolgt.
Die Raupen befressen hauptsächlich Pflanzen wie Johannisbrotgewächse (Caesalpiniaceae) wie Senna des Weiteren Klee (Trifolium) und Erbsen (Pisum). Hierbei bevorzugen sie die Blüten vor den Blättern.
Die Eier werden einzeln an Blättern oder Blütenständen abgelegt.

## Verbreitung und Lebensraum
Die Art besiedelt meistens subtropische Waldränder und Lichtungen, ist als Wanderfalter aber nicht daran gebunden und ist in vielen verschiedenen Lebensräumen von den südlichen US-Bundesstaaten wie Texas, Colorado, Minnesota, Wisconsin und Connecticut bis über Mittelamerika, Mexiko bis Argentinien sowie Peru, die Karibik, Kuba und Hispaniola und dem Süden Brasiliens, anzutreffen. Nur sehr selten und nur in warmen Jahren wandert dieser Falter bis nach Kanada. Belegt ist eine Sichtung aus dem Jahr 1991 aus dem Südwesten Ontarios, eine Sichtung von 1986 aus Nova Scotia konnte nicht zweifelsfrei verifiziert werden.

## Unterarten
In der Literatur werden oder wurden neben der Nominatform zwei weitere Unterarten unterschieden:
- Phoebis philea philea (Linnaeus, 1763) – USA bis Südamerika
- Phoebis philea thalestris (Illiger, 1802) – Hispaniola
- Phoebis philea huebneri (Fruhstorfer, 1907) – Kuba

## Status
Der Falter ist in der Regel sehr häufig anzutreffen.